# Diocesi di Caacupé
La diocesi di Caacupé (in latino Dioecesis Caacupensis) è una sede della Chiesa cattolica in Paraguay suffraganea dell'arcidiocesi di Asunción. Nel 2023 contava 303.000 battezzati su 319.176 abitanti. È retta dal vescovo Ricardo Jorge Valenzuela Ríos.

## Territorio
La diocesi comprende il dipartimento paraguaiano della Cordillera.
Sede vescovile è la città di Caacupé, dove si trova il più importante santuario paraguaiano, la basilica di Caacupé, dedicato all'Immacolata Concezione di Maria, invocata come Vergine dei Miracoli di Caacupé (Nuestra Señora de los Milagros).
Il territorio si estende su 4.948 km² ed è suddiviso in 22 parrocchie.

## Storia
La prelatura territoriale di Caacupé fu eretta il 2 agosto 1960 con la bolla Qui aeque ac Sanctus Petrus di papa Giovanni XXIII, ricavandone il territorio dall'arcidiocesi di Asunción e dalle diocesi di Concepción en Paraguay e Villarrica (oggi diocesi di Villarrica del Espíritu Santo).
Il 29 marzo 1967 la prelatura territoriale è stata elevata a diocesi con la bolla Rerum catholicarum di papa Paolo VI.
La diocesi ha ricevuto in due occasioni la visita pastorale dei papi: Giovanni Paolo II nel 1988 e Francesco nel 2015.

## Cronotassi dei vescovi
Si omettono i periodi di sede vacante non superiori ai 2 anni o non storicamente accertati.
- Ismael Blas Rolón Silvero, S.D.B. † (2 agosto 1960 - 16 giugno 1970 nominato arcivescovo di Asunción)
- Demetrio Ignacio Aquino Aquino † (12 giugno 1971 - 1º novembre 1994 dimesso)
- Catalino Claudio Giménez Medina, P. di Schönstatt (3 giugno 1995 - 29 giugno 2017 ritirato)
- Ricardo Jorge Valenzuela Ríos, dal 29 giugno 2017

## Statistiche
La diocesi nel 2023 su una popolazione di 319.176 persone contava 303.000 battezzati, corrispondenti al 94,9% del totale.
| anno | popolazione | popolazione | popolazione | presbiteri | presbiteri | presbiteri | presbiteri                | diaconi | religiosi | religiosi | parrocchie |
| anno | battezzati  | totale      | %           | numero     | secolari   | regolari   | battezzati per presbitero | diaconi | uomini    | donne     | parrocchie |
| ---- | ----------- | ----------- | ----------- | ---------- | ---------- | ---------- | ------------------------- | ------- | --------- | --------- | ---------- |
| 1965 | 204.057     | 204.657     | 99,7        | 29         | 25         | 4          | 7.036                     |         | 2         | 20        | 17         |
| 1970 | 198.256     | 204.657     | 96,9        | 28         | 27         | 1          | 7.080                     |         | 1         | 24        | 17         |
| 1976 | 205.000     | 210.209     | 97,5        | 21         | 21         |            | 9.761                     |         | 4         | 20        | 18         |
| 1980 | 209.900     | 215.000     | 97,6        | 29         | 25         | 4          | 7.237                     |         | 8         | 19        | 20         |
| 1990 | 207.000     | 212.116     | 97,6        | 29         | 28         | 1          | 7.137                     | 1       | 1         | 36        | 21         |
| 1999 | 209.000     | 222.800     | 93,8        | 27         | 25         | 2          | 7.740                     | 1       | 3         | 47        | 19         |
| 2000 | 217.800     | 223.300     | 97,5        | 27         | 25         | 2          | 8.066                     | 1       | 3         | 59        | 19         |
| 2001 | 217.800     | 223.300     | 97,5        | 26         | 24         | 2          | 8.376                     | 1       | 3         | 58        | 19         |
| 2002 | 218.100     | 222.513     | 98,0        | 26         | 24         | 2          | 8.388                     | 1       | 3         | 53        | 20         |
| 2003 | 225.700     | 234.803     | 96,1        | 31         | 26         | 5          | 7.280                     | 1       | 6         | 58        | 20         |
| 2004 | 230.125     | 234.803     | 98,0        | 30         | 25         | 5          | 7.670                     | 1       | 6         | 46        | 20         |
| 2006 | 232.075     | 236.321     | 98,2        | 30         | 25         | 5          | 7.735                     | 3       | 8         | 42        | 20         |
| 2016 | 273.014     | 284.619     | 95,9        | 30         | 24         | 6          | 9.100                     | 3       | 9         | 38        | 22         |
| 2019 | 293.700     | 303.242     | 96,9        | 29         | 26         | 3          | 10.127                    | 4       | 7         | 38        | 22         |
| 2021 | 313.840     | 311.273     | 100,8       | 29         | 26         | 3          | 10.822                    | 4       | 7         | 38        | 22         |
| 2023 | 303.000     | 319.176     | 94,9        | 31         | 28         | 3          | 9.774                     | 4       | 7         | 38        | 22         |